# Галиновский, Игорь Вадимович
Игорь Вадимович Галиновский (родился 8 ноября 1985 в Баку, Азербайджанская ССР, СССР) — российский регбист, игравший на позиции трёхчетвертного. Выступал в команде «Красный Яр» и за сборные России по регби-15 и регби-7. Мастер спорта России международного класса, Заслуженный мастер спорта России.

## Биография

### Клубная карьера
Воспитанник школы красноярского регби, начал заниматься регби в школе. С 2004 года состоял в команде «Красный Яр», в основном составе дебютировал в 2006 году. Был её вице-капитаном. Лучший игрок команды в 2012 году. Игровую карьеру завершил в 2023 году.

### Карьера в сборной

#### Регби-15
В сборной России дебютировал 23 сентября 2006 в матче против Украины в Одессе. Провёл 33 игры, набрал 60 очков. Собирался сыграть на чемпионате мира 2011 года, но в контрольном матче против валлийского клуба «Ньюпорт Гвент Дрэгонс» получил перелом малой берцовой кости и пропустил чемпионат.

#### Регби-7
В составе сборной России по регби-7 Галиновский выступал на чемпионатах Европы и этапах Мировой серии по регби-7. В 2006 году на этапе в Лондоне в игре против сборной Австралии он занёс три попытки, принеся россиянам сенсационную победу со счётом 21:5.
Он выиграл чемпионат Европы 2009 года, а также участвовал в чемпионате мира 2013 года в Москве и выиграл Универсиаду в том же году.

### Личная жизнь
Учился в СиБГАУ на инженера-механика. Женат, есть сын Максим. Интересуется хоккеем (следит за матчами сборной). Был участником эстафеты олимпийского огня зимних Олимпийских игр в Сочи.
Любимая книга — «Норвежский лес» Харуки Мураками. Любимый фильм — «Собачье сердце».

## Достижения
«Красный Яр»
- Чемпион России — 2013, 2015
- Серебряный призёр чемпионата России — 2006, 2011, 2012, 2014, 2016, 2017, 2018, 2019
- Бронзовый призёр чемпионата России — 2004, 2005, 2009, 2010, 2021, 2023
- Обладатель Кубка России — 2006, 2011, 2013, 2015, 2018, 2019
- Финалист Кубка России по регби — 2005, 2020

Сборная России
- Чемпион Европы по регби-7 (2009).
- Чемпион Универсиады (2013).

Личные
- Участник и лучший защитник «матча звезд» российской Суперлиги (2013).